# Almeda metróállomás
Almeda egyike a Spanyolországban található barcelonai metró metróállomásainak.

## Metróvonalak
Az állomást az alábbi metróvonalak érintik:
- Llobregat–Anoia-vasútvonal
- 8-as metróvonal

## Kapcsolódó állomások
Az állomáshoz az alábbi állomások vannak a legközelebb:
- Cornellà-Riera (Molí Nou-Ciutat Cooperativa, 8-as metróvonal)